# Râul Ieia
Râul Ieia este un curs de apă, afluent al râului Vedița. 